# Ramonda
Ramonda – rodzaj muchówek z rodziny rączycowatych (Tachinidae).

## Gatunki
- R. latifrons (Zetterstedt, 1844)
- R. prunaria (Róndani, 1861)
- R. spathulata (Fallén, 1820)